# فلاديمير أوسيبوف
فلاديمير نيقولايفيتش أوسيبوف (9 أغسطس 1938 - 20 أكتوبر 2020)، هو كاتب روسي أسس مجلة ساميزدات السوفيتية فيشي (الجمعية). تعتبر المجلة وثيقة مهمة للحركة القومية أو السلافية داخل الحركة المنشقة السوفيتية.

## روابط خارجية
- БУМЕРАНГ [بوميرانغ] . مشروع دراسة الاختلاف و Samizdat ، جامعة تورنتو